# Osiem trygramów

Osiem trygramów z nazwami i reprezentowanymi przez nie siłami przyrody

Osiem trygramów (bagua) – starochińska koncepcja filozoficzna, według której siły przyrody można uprościć do ośmiu podstawowych elementów, reprezentowanych przez tzw. trygramy. Graficzną reprezentacją bagua jest ośmiokąt foremny, w którym każdy bok odpowiada jednemu z nich.
W centrum ośmiokąta wpisuje się zazwyczaj taijitu, bo same trygramy są kombinacjami yin i yang. Każdy trygram (gua) składa się bowiem z trzech linii - ciągłych (symbolizują yang) lub przerywanych (yin). Dwa gua składają się z kolei na jeden heksagram. 64 możliwe kombinacje heksagramów wyznaczają układ starochińskiego traktatu filozoficzno-wróżbiarskiego Yijing.
Jako narzędzie analityczne koncepcja bagua znalazła zastosowanie w wielu dziedzinach chińskiej kultury i nauki, tj. filozofia i magia taoistyczna, sztuki walki (por. Baguazhang), feng shui, nawigacja itd.
Z Chin koncepcja bagua trafiła do innych krajów Dalekiego Wschodu i znalazła odzwierciedlenie m.in. na fladze Korei Południowej.

## Własności ośmiu trygramów
| 卦名 Trygram | 卦名 Nazwa | 自然 Natura | 性情 Osobowość | 家族 Rodzina          | 方位 Kierunek | 意義 Znaczenie                                    |
| ------------ | ---------- | ----------- | -------------- | --------------------- | ------------- | ------------------------------------------------- |
|              | 乾 Qian    | 天 Niebo    | 健             | 父 Ojciec             | 西北 NW       | Aktywna energia, niebo.                           |
|              | 兌 Dui     | 泽 Bagno    | 悦             | 少女 Najmłodsza córka | 西 W          | Radość, zadowolenie, stagnacja.                   |
|              | 離 Li      | 火 Ogień    | 麗             | 中女 Średnia córka    | 南 S          | Szybki ruch, blask, słońce.                       |
|              | 震 Zhen    | 雷 Grom     | 動             | 長男 Najstarszy syn   | 東 E          | Żar, rewolucja, podział.                          |
|              | 巽 Xun     | 風 Wiatr    | 入             | 長女 Najstarsza córka | 東南 SE       | Łagodne przenikanie, giętkość.                    |
|              | 坎 Kan     | 水 Woda     | 陥             | 中男 Średni syn       | 北 N          | Niebezpieczeństwo, rwąca rzeka, otchłań, księżyc. |
|              | 艮 Gen     | 山 Góra     | 止             | 少男 Najmłodszy syn   | 東北 NE       | Nieruchomość, bezruch.                            |
|              | 坤 Kun     | 地 Ziemia   | 順             | 母 Matka              | 西南 SW       | Energia pasywna, płodna.                          |

## Pochodzenie ośmiu trygramów

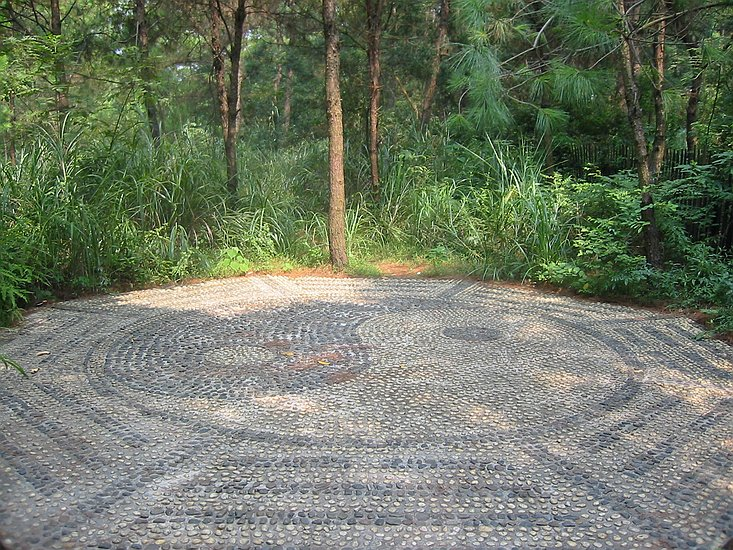
Stele lub mozaiki z wyobrażeniem ośmiu trygramów często występują w taoistycznych świątyniach

Istnieją dwa źródła pochodzenia koncepcji bagua:
- Uważa się, że osiem trygramów wywodzi się z filozofii yin i yang. Współzależności między dwoma pierwiastkami yin i yang miał opisać legendarny władca-filozof Fuxi w przypisywanym mu powiedzeniu:

無極生有極, 有極是太極,
太極生兩儀, 即陰陽;
兩儀生四象: 即少陰、太陰、少陽、太陽,
四象演八卦， 八八六十四卦

Nieograniczone (Wuji) tworzy ograniczone, czyli Absolut (Taiji)
 Z Taiji wywodzą się dwie formy, czyli yin i yang
Dwie formy tworzą cztery fenomeny, zwane mniejszym i większym yang (Taiyang, czyli Słońce), oraz mniejsze i większe yin (Taiyin to Księżyc).
Cztery fenomeny działają poprzez osiem trygramów i 64 heksagramy.
Powyższy cytat wykazuje pewne podobieństwo do Genesis, aczkolwiek brak w nim sił sprawczej porównywalnej do Boga; na początku istnieje pustka, w której światło oddziela się od ciemności, ziemia od nieba, ląd od wody, słońce od księżyca itd.
- Inny opis filozoficzny przypisuje się królowi Wenowi z dynastii Zhou: "Na początku świata istniało Niebo i Ziemia. Z nich narodziły się wszystkie rzeczy. Niebo symbolizuje trygram Qian, a Ziemię – Kun. Pozostałe sześć trygramów to ich synowie i córki".

## Inne znaczenie
W mandaryńskim slangu na Tajwanie oraz kantońskim slangu w Hongkongu słowo bagua, jako symbol wszelkich przekształceń, oznacza plotkę lub plotkarza. Na przykład zwrot 你很八卦 znaczy "Jesteś takim plotkarzem"; 八卦新聞 to "tabloid".

## Baguaw popkulturze
- W serialu Lost - zagubieni bagua to jeden z symboli Inicjatywy Dharma.
- Znak oznaczający trygram xun (najstarsza córka) znalazł się na okładce powieści "Jestem nudziarą" (2005) Moniki Szwai.
- W grze Ragnarok Online bagua pojawia się jako talizman.
- Na okładce albumu 8 Diagrams amerykańskiej grupy Wu-Tang Clan w tle widać symbol ośmiu trygramów.
- W mandze One Piece jeden z ataków imperatora Kaido nazywa się Bagua Gromu.
- W mandze i anime Naruto pieczęć 8 trygramów została użyta przez Minato Namikaze do zapieczętowania Dziewięcioogoniastego Lisiego Demona w Naruto.